# John Hume (homme politique)
Pour les articles homonymes, voir John Hume et Hume.
John Hume est un homme politique Irlandais né le 18 janvier 1937 à Derry et mort dans la même ville le 3 août 2020. Membre fondateur du Parti social-démocrate et travailliste (SDLP) d'Irlande du Nord, il dirige ce parti de 1979 à 2001. Il est surtout connu pour avoir préparé l'accord du Vendredi saint signé en 1998 et qui permet une solution politique mettant fin au conflit en Irlande du Nord. Il est co-lauréat du prix Nobel de la paix en 1998, avec David Trimble.

## Biographie
John Hume nait en 1937 dans la ville de Derry, dans le quartier catholique de Bogside. Les catholiques, qui représentent la grande majorité des habitants de la ville et se définissent comme Irlandais (par opposition aux protestants qui se considèrent britanniques) sont pourtant marginalisés par les institutions politiques, à cause d’un système électoral profondément biaisé. Son père est au chômage, comme la plupart des habitants du Bogside, mais il inculque à son fils une profonde méfiance des symboles politiques. 
John Hume fait ses études secondaires à St Columb's College, à Londonderry, puis s'inscrit à St Patrick's College de Maynooth où il obtient un master. Il s'installe à Londonderry, où il devient enseignant. 
Il est élu membre du Parlement d'Irlande du Nord, en tant que « Independent Nationalist (en) », en 1969. Il est élu à la Northern Ireland Assembly en 1973 et nommé ministre du Commerce en 1974. Il se présente sans être élu aux élections générales de 1974, pour le siège de Londonderry, puis est élu député de Foyle au parlement de Westminster lors des élections générales de 1983. Il est ainsi l'un des 18 députés nord-irlandais qui siègent à la Chambre des communes. Il représente la circonscription de Foyle (ville de Derry) où il est réélu lors des élections législatives de 2001 avec 24 538 voix (50,20 %). Le 4 février 2004, John Hume a annoncé son retrait total de la vie politique.
Il a également été l'un des trois députés européens d'Irlande du Nord.

## L'accord du Vendredi saint
John Hume participe à l'élaboration de l'accord du Vendredi saint et il a reçoit le prix Nobel de la paix en 1998, prix partagé avec David Trimble, à cette époque chef du Parti unioniste d'Ulster.

## Distinctions
- 1995 : docteur honoris causa (LL.D.), Boston College
- 1998 : prix Nobel de la paix, avec David Trimble
- 1999 : Martin Luther King Peace Award
- 1999 : officier de la Légion d'honneur[3]
- 2001 : prix international Gandhi pour la paix
- 2002 : commandeur de l'ordre de Saint-Charles[4]
- 2007 : docteur honoris causa de l'université Rennes 2 Haute Bretagne et de l'université Saint-Thomas (Nouveau-Brunswick) (D.Litt)

## Publications
- Personal views, politics, peace and reconciliation in Ireland, Town House, Dublin, 1996.
- Derry beyond the walls: social and economic aspects of the growth of Derry, Ulster Historical Foundation, Belfast, 2002.